# Charles-Jean-Marie Alquier
Charles-Jean-Marie Alquier (n. 13 octombrie 1752, Talmont-Saint-Hilaire, Pays de la Loire, Franța – d. 3 februarie 1826, Versailles, Seine-et-Oise, Franța) a fost un avocat, magistrat, om politic și diplomat francez. A fost adjunct de ambasador în mai multe capitale europene, printre care Stockholm (1810-1811) și Copenhaga (1811-1814).